# Ordos (poušť)
Ordos je pouštní a stepní oblast ležící převážně na vysočině v jižní části Vnitřního Mongolska v Čínské lidové republice. Zdejší půdy jsou směsicí jílů a písků a jsou nevhodné pro zemědělství. 
Oblast Ordosu je ze západu, severu a východu ohraničena velkým obloukem Žluté řeky. Na jihu a východě je hranice mezi Ordosem a úrodnými sprašovými oblastmi vyznačena Velkou čínskou zdí. Celá oblast Ordosu o ploše zhruba 90 650 čtverečních kilometrů dnes zasahuje do čtyř administrativních celků provinční úrovně: do Vnitřního Mongolska, do Ning-sie, do Šen-si a do Kan-su.